# Hymns from the Heart
Hymns from the Heart ist das zwölfte Studioalbum des US-amerikanischen Country-Sängers Johnny Cash. Es erschien im Juni 1962 bei Columbia Records und wurde von Don Law und Frank Jones produziert.
Es war nach Hymns by Johnny Cash sein zweites Gospel-Album, das nur religiöses und spirituelles Material enthielt. Das Album konnte sich nicht in den Charts platzieren.

## Titelliste
1. He'll Understand and Say Well Done (R. Wilson) – 2:27
2. God Must Have My Fortune Laid Away (Ted Harris) – 2:49
3. I Got Shoes (Cash) – 2:01
4. When I've Learned Enough to Die (Ray Baker, Buddy Killen, Delbert Wilson) – 2:47
5. Let the Lower Lights Be Burning (Philip P. Bliss) – 2:14
6. If We Never Meet Again (Albert E. Brumley) – 3:02
7. When I Take My Vacation in Heaven (Herbert Buffum, R. Winsett) – 2:26
8. Taller Than Trees (Lee Ferebee) – 1:52
9. I Won't Have to Cross Jordan Alone (Charles Durham, Tom Ramsey) – 3:00
10. When He Reached Down His Hand for Me (G. Wright) – 2:04
11. My God Is Real (Kenny Morris) – 2:00
12. These Hands (Eddie Noack) – 2:14